# Torrenti di Trieste
Nel circondario della città di Trieste sono presenti numerosi corsi d'acqua, alcuni importanti - fiume Timavo, torrente Rosandra, rio Ospo - ed altri meno noti ma non per questo meno rilevanti dal punto di vista idrogeologico, storico e naturalistico.
Le sorgenti di questi corsi minori, che hanno generalmente lunghezze di pochi chilometri (in qualche caso, anche meno), sono dovute alla fuoriuscita delle acque meteoriche che precipitano sull'altipiano carsico; le acque piovane, inghiottite dal Carso, seguendo itinerari ipogei, si raccoglierebbero per poi sgorgare laddove lo strato argilloso e quello calcareo entrano a contatto, inducendone quindi la fuoriuscita; non è da escludere, inoltre, che alcuni di questi torrenti siano originati dalla fuoriuscita di qualche “deviazione” sotterranea del vicino fiume Timavo.
Una volta sgorgate in superficie, le acque di questi torrenti scendono quindi al mare incanalandosi in strette valli a natura flyschoide nelle quali ricevono il tributo di altri corsi d'acqua minori.
La portata è, in gran parte dell'anno, contenuta; non mancano però - fenomeno riscontrato più volte in passato - piene improvvise dopo lunghi periodi di pioggia. Proprio a causa di tali esondazioni, con il conseguente apporto di condizioni insalubri nell'ambiente circostante, a partire dal 1835 venne intrapresa un'opera di canalizzazione di tali corsi d'acqua nel centro di Trieste, lasciando gli stessi ancora visibili solo nelle zone periferiche della città.
Storicamente, questi corsi d'acqua ebbero una certa importanza nel contesto dell'economia rurale, fornendo l'apporto idrico necessario alle coltivazioni di proprietà degli abitanti della zona nonché acqua a mulini e lavatoi, la maggior parte dei quali oggi scomparsi.
La maggior parte dei torrenti che scorrono nel territorio comunale della città di Trieste risultano oggi purtroppo inquinati.

## I torrenti scomparsi
La veloce espansione urbana che Trieste ebbe sotto l'impero austro-ungarico nel corso del XVIII secolo portò al completo interramento di due corsi d'acqua minori che scorrevano subito al di fuori delle mura cittadine; anche se il loro percorso è presente su mappe dell'epoca, è tuttavia difficile stabilire con certezza se esistono ancora o se siano del tutto scomparsi a causa del riassetto urbanistico:
- rio Pondares: scorreva lungo la via omonima, ai piedi del colle di Montuzza, scendendo lungo l'attuale corso Italia; lambiva le vecchie mura medievali e sfociava presso la "portizza"
- rio San Michele: sgorgava tra i colli di San Vito e San Giusto, scendendo lungo un percorso quasi parallelo all'odierna ed omonima via, lambendo le mura medievali; sfociava dove oggi è situata l'ex pescheria centrale/acquario
- rio Baiamonti o Roncheto: totalmente interrato nel rione di Chiarbola, precisamente nella piccola valle a lato dell'omonima via che dà il nome al corso d'acqua.

Altri ancora non vengono oggi più riforniti dalle sorgenti, un tempo copiose; tra gli ex-corsi d'acqua oggi secchi rio San Cilino: presente fino a qualche decennio fa nella profonda valle a lato di clivio Artemisio, si rendeva visibile dalla via Alfonso Valerio, versando le sue acque nel vicino rio Marchesetti.

## Corsi d'acqua principali e loro bacini
- torrente Boveto: scorrendo a lato di via dei Righetti riceve gli apporti dei rii Giuliani e Conti, dirigendosi quindi l'omonima via Boveto, nel rione di Barcola, per sfociare nel comprensorio del Circolo Canottieri Saturnia
- torrente Roiano: formato dall'unione dei rii Carbonara, Montorsino, Moreri e Scalze, scorre sotto il tratto stradale compreso tra largo a Roiano e piazza tra i Rivi nel rione di Roiano; sfocia nel porto vecchio
- torrente Grande: formato dall'unione, all'altezza dei Portici di Chiozza, dei torrenti Settefontane (vecchio nome: Klutsch/Chiave) e Farneto (vecchio nome: Starebrech), riceve poco più a valle le acque dei rii Romagna (che scorre sotto la via Coroneo) e Scorcola (confluenza all'altezza di piazza Dalmazia). Il torrente Settefontane deve il suo nome a sette sorgenti che danno origine a piccoli ruscelli, oggi in parte visibili lungo il suo corso superiore, a monte dell'ingresso in galleria. Il rio Farneto riceve il contributo dei rii Orsenigo, Marchesetti (detto anche "torrente dello scoglio"), Brandesia, S. Pelagio, Timignano, Slepp e "del Boschetto". Il torrente Grande scorre sotto la centralissima Via Carducci per poi sfociare in mare nei pressi del Molo IV
- torrente Srane: formato dall'unione del rii Primario, Corgnoleto e "del cimitero cattolico", scorre sotto via Valmaura per sfociare nei pressi del porticciolo di San Sabba
- rio Spinoleto: scorre nel quartiere periferico di Raute, dove riceve il contributo di due ruscelli senza nome e, in seguito, del rio Marcese, per poi sfociare nel canale navigabile
- torrente Zaule: detto anche rio Storto, formato dall'unione del rii Storto sinistro e Storto destro, scorre sotto il rione di Borgo San Sergio, per sfociare nel canale navigabile
- torrente Gias: formato dall'unione del torrente S. Antonio e da due altri affluenti senza nome; scorre nella parte più orientale e periferica della città, tra gli abitati di San Giuseppe della Chiusa e Puglie di Domio, nel comune di San Dorligo della Valle, per poi sfociare nel canale navigabile

## Corsi d'acqua minori
Altri ruscelli minori scorrono isolati, senza tributari.
Eccone una lista, ordinata longitudinalmente, ad ovest verso est:
- rio Miramare: sfocia poco prima del Parco del castello di Miramare, dove termina il lungomare di Barcola;
- rio Marinella: scende dalla frazione di Prosecco verso il lungomare di Barcola;
- rio Capriano: scorre poco sopra il rione di Barcola, raggiungendo poco dopo il mare;
- rio Moncolano (detto anche Castisino): scorre poco sopra il rione di Barcola per sfociare nell'omonimo porticciolo.

## Galleria d'immagini

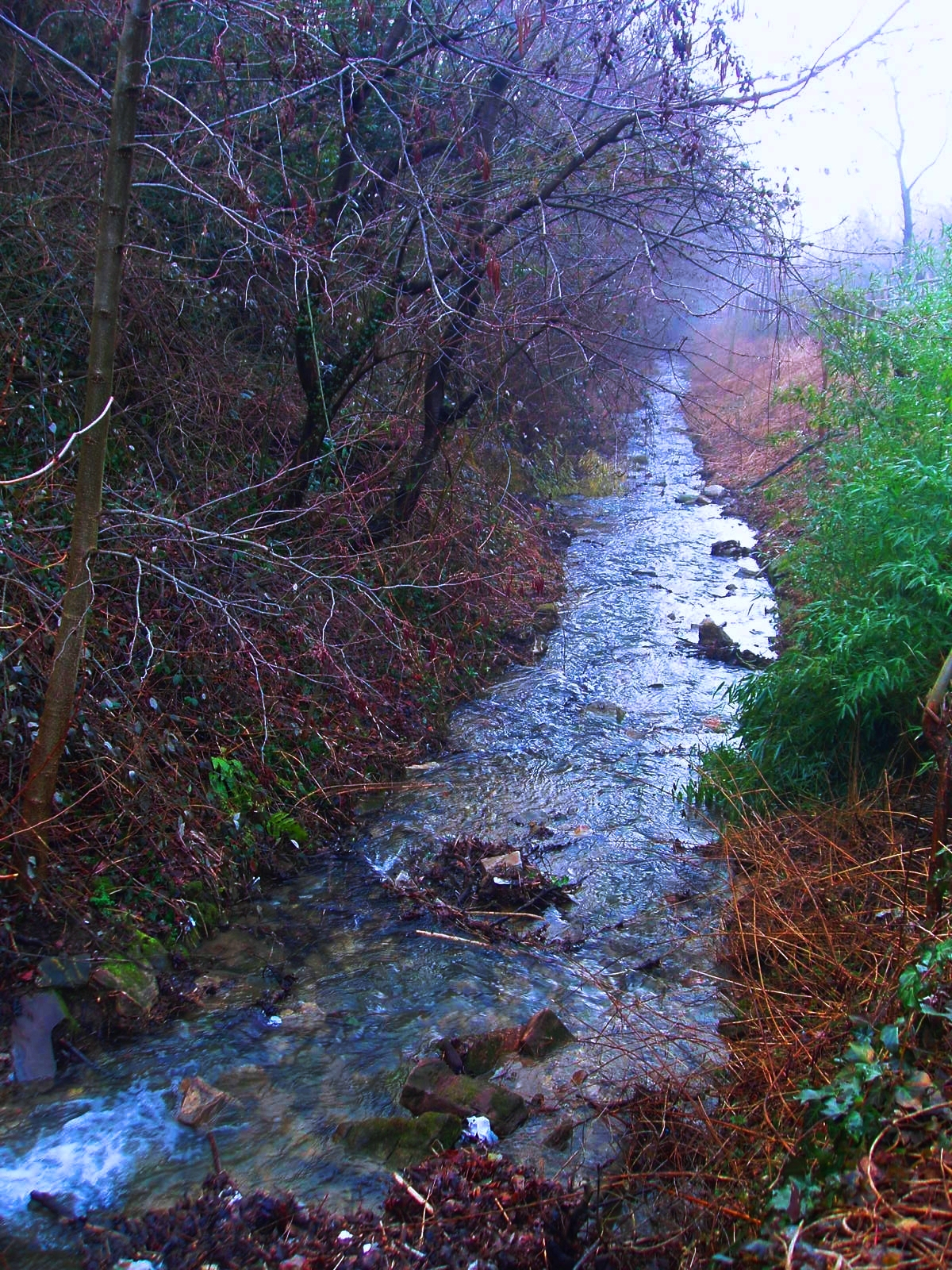
Il torrente Farneto nei pressi del bosco omonimo
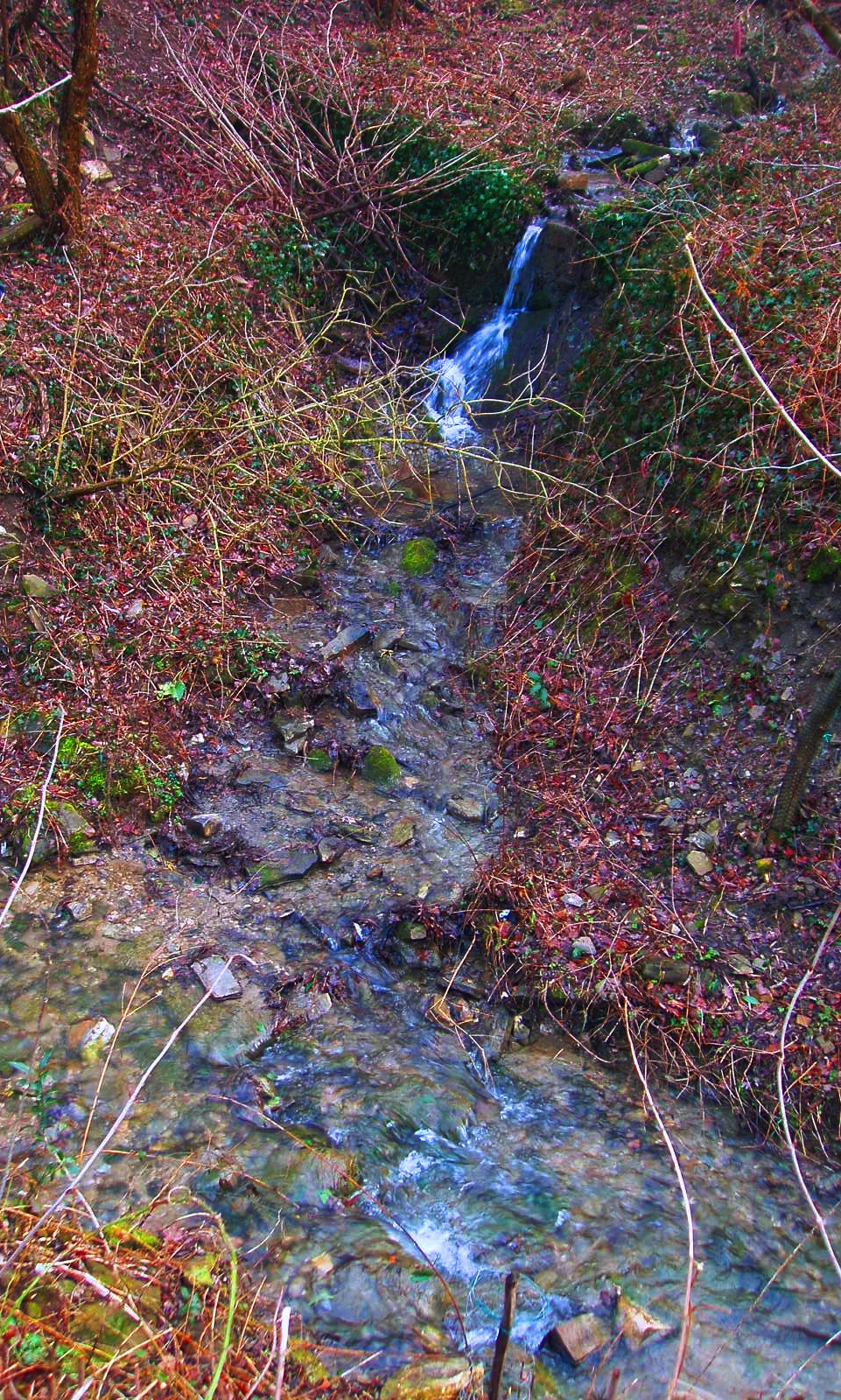
Il rio Slepp alla confluenza col torrente Farneto, nel bosco omonimo di quest'ultimo
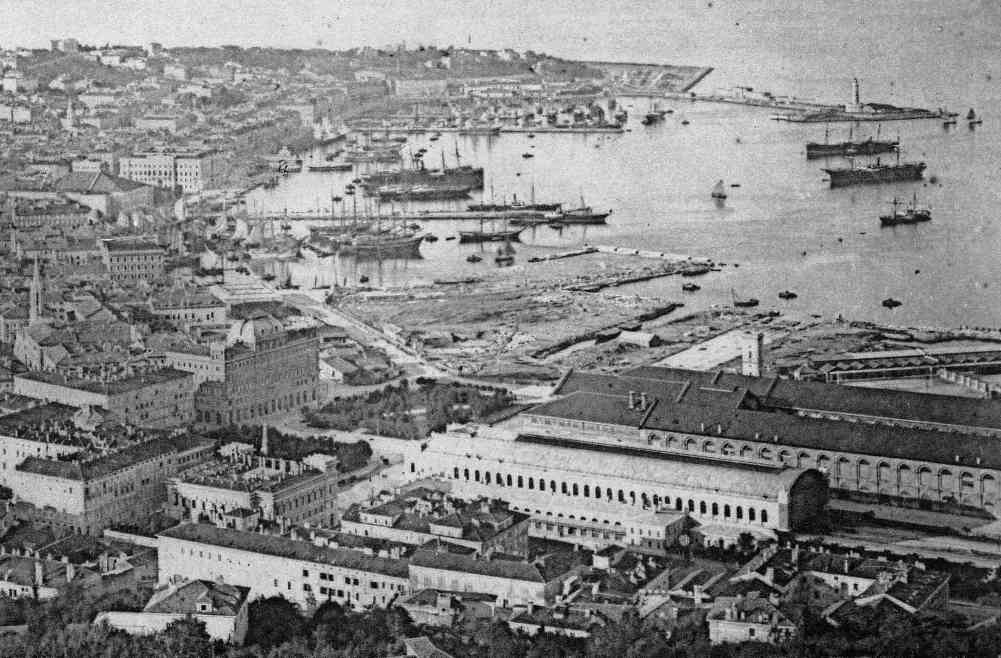
La foce del torrente Grande, ancora scoperto nell'ultimo tratto, in una stampa del 1890
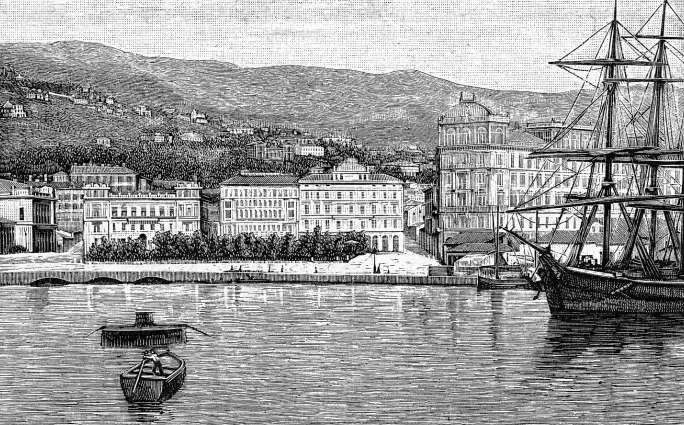
Stampa del 1893 nella quale si nota la foce del torrente Grande, all'epoca già coperto
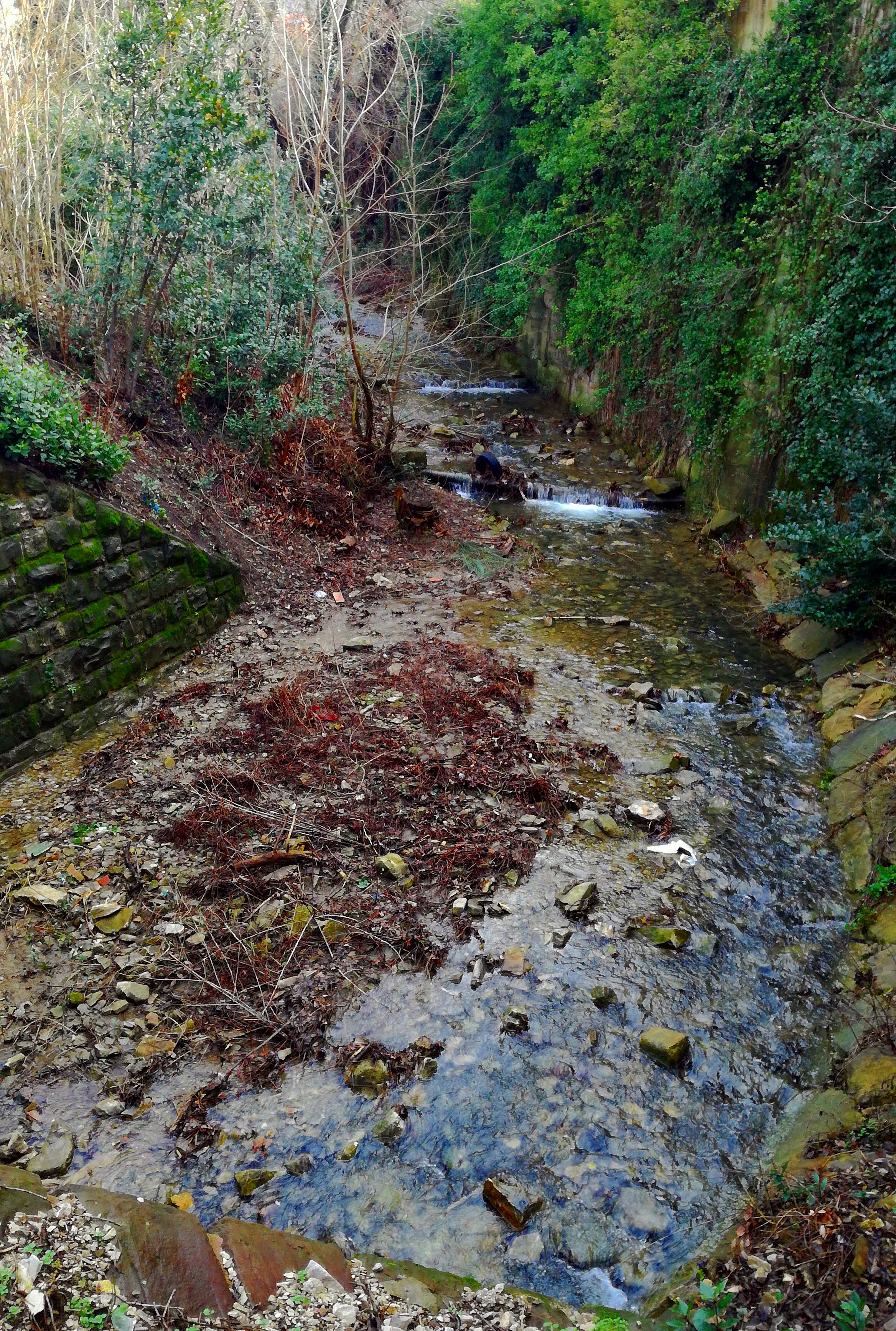
Il torrente Settefontane prima dell'ingresso in galleria
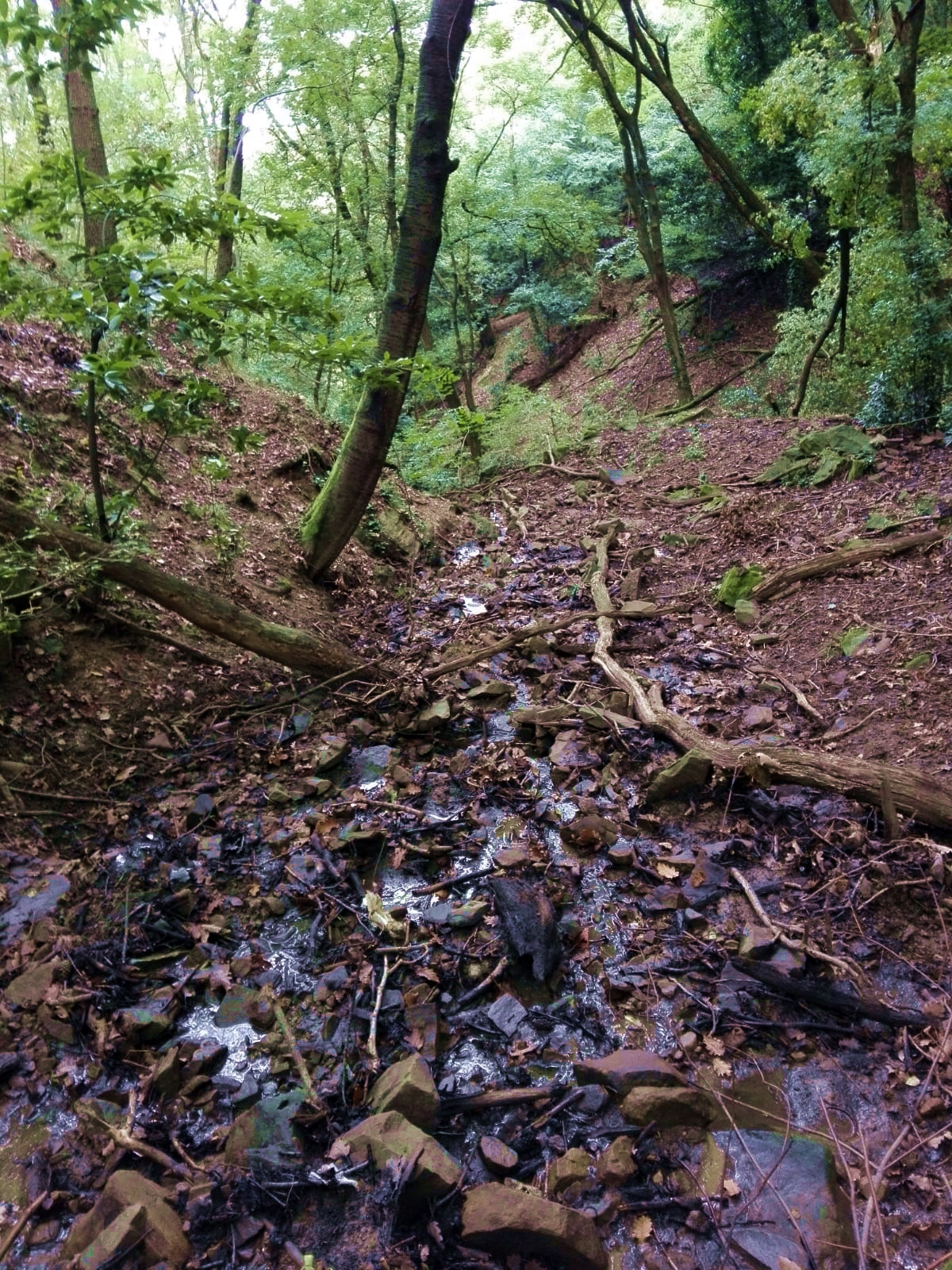
L'alto corso del Rio Giuliani, in secca
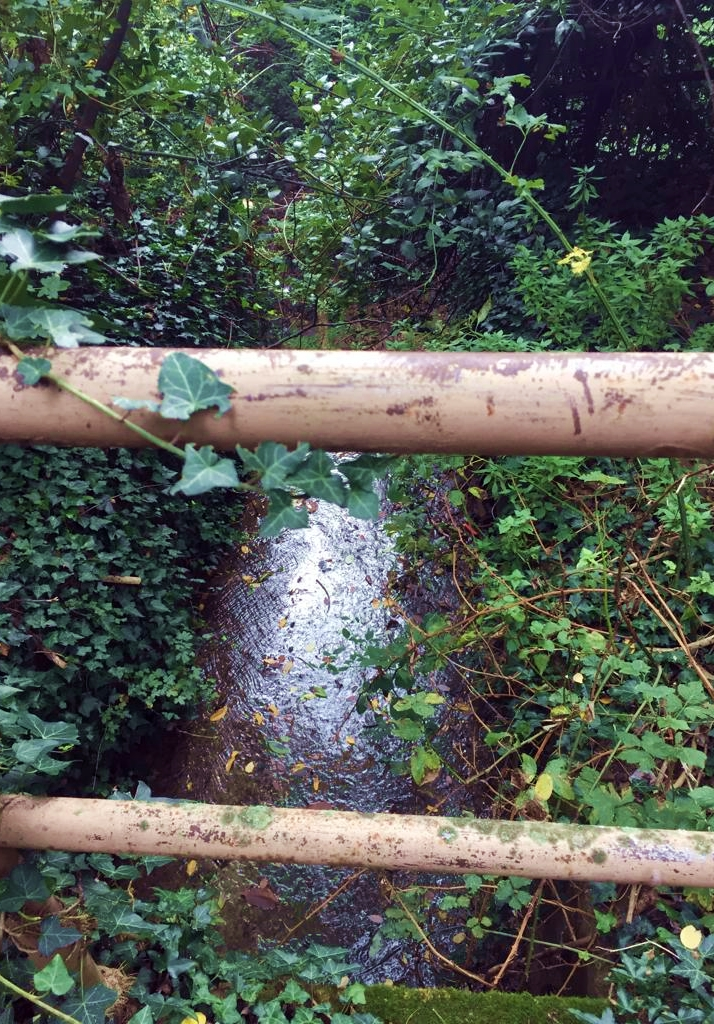
L'alto corso del Rio Carbonara